# 圣让德伯涅
圣让德伯涅（法語：Saint-Jean-de-Beugné，法語發音：[sɛ̃ ʒɑ̃ də bøɲe]）是法国卢瓦尔河地区大区旺代省的一个市镇，属于丰特奈勒孔特区。

## 地理
圣让德伯涅（46°31'18"N, 1°5'14"W）面积13.36 平方千米，位于法国卢瓦尔河地区大区旺代省，该省份为法国西部沿海省份，北起大西洋卢瓦尔省和曼恩-卢瓦尔省，西临大西洋，南至滨海夏朗德省，东部及东南部与德塞夫勒省接壤。
与圣让德伯涅接壤的市镇（或旧市镇、城区）包括：贝赛、科尔普、圣欧班拉普莱讷、圣热姆拉普莱讷、圣佩克西娜。

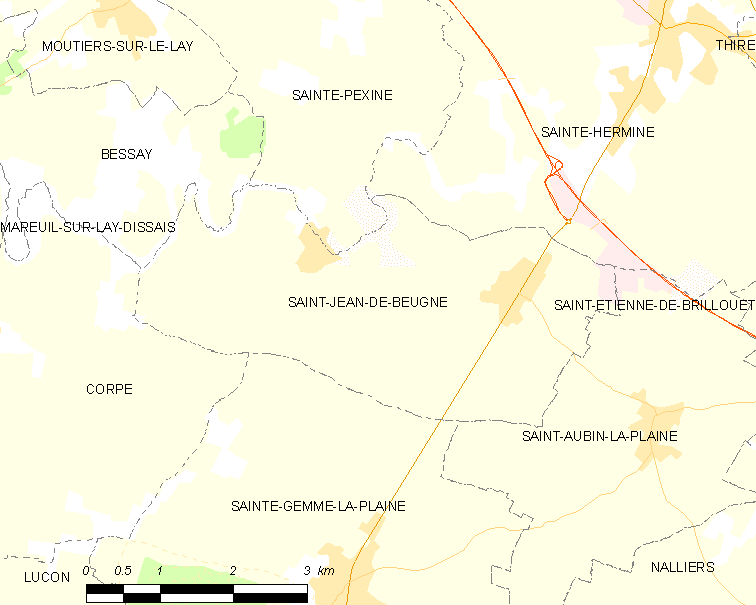
圣让德伯涅的OSM定位图

圣让德伯涅的时区为UTC+01:00、UTC+02:00（夏令时）。

## 行政
圣让德伯涅的邮政编码为85210，INSEE市镇编码为85233。

## 政治
圣让德伯涅所属的省级选区为拉沙泰涅赖县。

## 人口

1962-2008年间圣让德伯涅人口变化图示

圣让德伯涅于2022年1月1日时的人口数量为631人。